# La Alcazaba
La Alcazaba es una localidad y pedanía española perteneciente al municipio de Adra, en la provincia de Almería. Está situada en el extremo occidental de la comarca del Poniente Almeriense. En plena costa mediterránea y a tres kilómetros del límite con la provincia de Granada, cerca de esta localidad se encuentran los núcleos de Guaínos Bajo, Calajunco, El Lance de la Virgen, El Toril, Guaínos Alto, El Pozuelo y El Patio.

## Geografía
El pueblo se asienta frente a la playa del mismo nombre. Se trata de la localidad más occidental de la Costa de Almería, próxima al límite con Granada, donde se sitúa la pedanía de El Pozuelo ya en el municipio de Albuñol.

## Demografía
Según el Instituto Nacional de Estadística de España, en el año 2023 La Alcazaba contaba con 52 habitantes censados, lo que representa el 0,21% de la población total del municipio.

### Evolución de la población
| Gráfica de evolución demográfica de La Alcazaba entre 2013 y 2023 |
|                                                                   |
| Datos según el nomenclátor publicado por el INE.                  |

## Comunicaciones

### Carreteras
Las principalea vías de comunicación que transcurren por esta localidad son:
| Identificador | Denominación               | Itinerario            |
| ------------- | -------------------------- | --------------------- |
| A-7           | Autovía del Mediterráneo   | Algeciras - Barcelona |
| N-340         | Carretera del Mediterráneo | Cádiz - Barcelona     |

Algunas distancias entre La Alcazaba y otras ciudades:
| Ciudades | Distancia (km) |
| -------- | -------------- |
| Adra     | 7              |
| El Ejido | 27             |
| Almería  | 63             |
| Granada  | 105            |
| Jaén     | 196            |
| Murcia   | 281            |